# 罗伯特·约翰·奥曼
罗伯特·约翰·奥曼（希伯來語：ישראל אומן，1930年6月8日—），美国和以色列（双重国籍）经济学家，以色列耶路撒冷希伯来大学合理性研究中心教授，犹太人。因为“通过博弈论分析改进了我们对冲突和合作的理解”与托马斯·克罗姆比·谢林共同获得2005年诺贝尔经济学奖。其后担任纽约州立大学石溪分校的访问教授，也是该校博弈论中心的创始人之一。他是美国科学院院士，美国艺术与科学学院外籍院士，以色列科学与社科院院士，英国社科院通讯院士，国际计量经济学会会士。曾担任以色列数学学会主席，国际博弈论学会首任主席。

## 生平
1930年生于德国美因河畔法兰克福。1938年因逃避纳粹迫害，随全家迁到美国纽约。1950年获得纽约城市学院数学学士。1955年获得麻省理工学院纯数学博士学位(Knot Theory)。1956年至今，耶路撒冷希伯来大学，教授。2005年至今担任纽约州立大学石溪分校访问教授。博弈论中心创始人之一。

## 主要成就

### 博弈论
- 第一个定义了博弈论中的相关均衡概念，这是一种非协作型博弈中的均衡，比经典纳什均衡更加灵活。
- 交易者连续统市场经济模型。
- 交互环境中代理人之间通识的数学公式表示。
- 重复博弈的连续交互模型。

### 宗教
使用博弈论分析犹太法典中的塔木德难题，解决了长期悬而未决的遗产分割问题。

## 著作
- Values of Non-Atomic Games, Princeton University Press,Princeton, 1974 (with L. S. Shapley).
- Game Theory (in Hebrew), Everyman's University, Tel Aviv, 1981 (with Y. Tauman and S. Zamir), Vol 1，Vol 2.
- Lectures on Game Theory, Underground Classics in Economics, Westview Press, Boulder, 1989.
- Handbook of Game Theory with economic applications, Vol 1-3, Elsevier, Amsterdam (coedited with S. Hart).
- Repeated Games with Incomplete Information, MIT Press, Cambridge, 1995 (with M. Maschler).
- Collected Papers, Vol 1-2, MIT Press, Cambridge, 2000.